# 김종욱 (정치인)
김종욱(金鐘煜, 1967년 9월 27일~)은 대한민국의 정당인이다. 제8·9대 서울특별시의원(2010~2017), 제49대 서울특별시 정무부시장(2017~2018)을 지냈다.

## 생애
서울특별시에서 출생하였으며, 고려대학교에서 교육학을 전공하였다. 정치적 동지인 이인영과 학생운동을 같이 하였고, 이인영이 17대 국회의원을 역임할 때, 보좌관으로 일하였다. 2010년 지방선거에 출마하여 당시에는 미진했던 친환경 무상급식을 공약으로 내세워 구로3지역(개봉1·2·3동, 고척1·2동)에서 시의원으로 당선되었다. 2014년 제6회 지방선거에 출마하여 동일한 지역구에서 재선에 성공하였다. 2017년 3월 박원순 시장에 의해 서울특별시 정무부시장으로 임명되었다.

## 경력
- 2010. 7.~2014. 6. 제8대 서울특별시의회 의원(초선, 구로구 제3선거구)
- 2010. 7.~2012. 6. 제8대 서울특별시의회 전반기 교육위원회 위원
- 2010. 8.~2012. 2. 제8대 서울특별시의회 친환경무상급식지원특별위원회 위원장
- 2013. 10.~2014. 6. 제8대 서울특별시의회 후반기 예산결산특별위원회 부위원장
- 2014. 7.~2017. 3. 제9대 서울특별시의회 의원(재선, 구로구 제3선거구)
- 2013. 11.~: 에코구로 협동조합 이사장
- 2013. 10.~: 전국사회적경제지방의원협의회 공동대표
- 2017. 3.~2018. 3. 서울특별시 정무부시장[2]

## 저서
- 《한강 르네상스 하지말고, 학교 르네상스 합시다.》[3]
- 《행복한 학교이야기 서울시의원 김종욱의 의정일기.》[4]

## 수상
- 2011.03.10 친환경무상급식 감사패 수상[5]

## 친환경 무상급식
자신의 핵심 공약이었던 친환경 무상급식이 당시 서울시장이었던 오세훈 시장과의 마찰로 세간의 주목을 받았다. 김 의원은 "지난 2일 제안을 보냈는데 오늘까지 답이 없는 건 시의회를 무시한 처사"라고 밝히며 오 시장의 책임감 있는 자세를 주문했고, 오 시장은 "무상급식 외에 교육현안 전반에 대해 논의해야 참여할 수 있다"고 답하며 절대로 무상급식을 해서는 안된다는 입장을 되풀이 하였다.
2010년 12월 18일 KBS 심야토론에서 무상급식을 주제로 토론을 주선하였다. 무상급식을 강력하게 주장했던 민주당의 토론 패널로는 이인영 당시 민주당 최고의원과 김종욱  친환경 무상급식 특별대책 위원장이었고, 서울시 측에서는 오세훈 서울시장이 출연하기로 되어있었으나 여러 이유를 들어 토론이 취소되었다. 당시 조국 서울대 법학전문대학원 교수는 "오 시장은 시의회의 다수결은 거부하는가? 곽교육감과 토론하려면 시의회에서 먼저 해야지 왜 의회 출석은 거부하는가? 애초에 곽 교육감은 참여하지 않는 전제로 패널이 짜졌는데 왜 갑자기 토론거부 이유로 곽 교육감의 불참을 거론하는가.”라고 밝혀 서울시의 입장을 비판했고, 선대인 경제연구소 소장은 "이번 심야토론 무산과 관련, 서울시와 민주당간 네 탓 공방이라는 식의 기사 많이 나오고 있습니다. 이 또한 결국 오시장이 노리던 거라고 보여집니다. 그래서 제가 애초부터 민주당이 이 토론에 응할 필요가 없었다고 한 겁니다”라고 밝히며 우회적으로 서울시를 비판하였다.

## 협동조합 활동
김종욱 의원은 「서울특별시 녹색건축물 조성 지원조례안」을 대표발의하였다. 이 조례안은 건축물 온실가스 배출량 감축과 녹색건축물 확대를 위해 시행되고 있는「녹색건축물 조성 지원법」의 구체적인 실현을 위해 서울시의 현실에 맞는 조례를 제정하여 법 집행의 실효성을 높이기 위한 것이다. 이 조례안은 친환경적으로 조성된 건축물과 에너지효율을 개선한 기존 건축물에 대한 행정적, 재정적 지원을 통해 녹색건축물을 확대함으로써 온실가스 배출을 줄이고 기후변화에 적극 대응하는 것을 주요 내용으로 하고 있다. 특히, 실태조사와 시범사업의 실시, 전담조직의 설치, 운영 등 녹색건축물 조성 확대를 위한 실질적인 제도적 근거를 마련하였다.
이런 조례안은 김종욱 의원의 협동조합 활동과 긴밀하게 연결되어 있다. 김의원은 자신의 지역구인 구로구 고척, 개봉동을 중심으로 '에코구로협동조합'을 설립하였다.
'에코구로협동조합'은 태양열 발전을 통하여 에너지 자립도를 높이고, 박원순 시장의 원전하나줄이기운동에 적극 동참하는 효과를 가지고 있다.

## 기타 활동
김종욱 의원은 학교 운동부 운영 및 학교폭력 대책 문제 제기를 통해 학교 운동부에 대한 정부의 지원이 적절치 않음을 비판했고, 학교에 CCTV설치 증대만이 능사가 아니다.”며 “다시 한 번 학교폭력에 관한 근본대책을 강구하고, 꼭 CCTV에만 의존하여 학교폭력을 근절시키겠다는 경직된 사고방식에 전환이 있어야 한다"라고 주장하며 정부의 올바른 대책 강구를 요구하였다.

## 역대 선거 결과
|  | 35.5% |

|  | 22.94% |

|  | 50.88% |

|  | 54.50% |